# 托多斯洛斯桑托斯湖
托多斯洛斯桑托斯湖（西班牙語：Lago Todos los Santos）也作万圣湖，位于智利南部湖区境内，蒙特港东北96公里处。西隔奥索尔诺火山与延基韦湖相邻，北隔蓬第亚古多火山与鲁潘科湖相望。湖泊属于文森特佩雷斯罗萨莱斯国家公园的一部分，景色秀丽，是著名的旅游胜地。